# Heim
Heim er en kommune i Trøndelag som blev etableret 1. januar 2020 ved sammenlægning af Hemne, Halsa og en del af Snillfjord kommune (Vennastranda). Halsa var tidligere en del af Møre og Romsdal.
Odd Jarle Svanem (Sp) er første ordfører og Marit Liabø Sandvik (Ap) er første varaviseborgmester. Heim grænser mot Surnadal og Rindal i sør, Orkland i øst og Aure i nordvest. I tillegg grenser kommunen mod Tingvoll over Halsafjorden i vest og over Trondheimsleia til Hitra i nord.

## Geografi
Den vestlige del af Heim (tidligere Halsa kommune) ligger øst for Halsafjorden, som skiller den fra Tingvoll kommune i Møre og Romsdal og syd for Arasvikfjorden og Vinjefjorden. Nordøst i Heim ligger Trondheimsleia og Hemnfjorden, som skiller kommunen fra henholdsvis Hitra og Orkland kommuner. Kommunecenteret Kyrksæterøra ligger inderst i Hemnfjorden. Ved Trondheimsleia og Hemnfjorden ligger flere øer, hvor den største er Røstøya.
Nogle mindre områder med landbrugsland ligger langs fjordene. Af kommunens areal på 1024,58 km² er 39,38 km² dyrket mark.
Den sydlige del af kommunen, op mod grænsen til Surnadal og Rindal, er et kuperet ås- og fjeldlandskab, hvor der ligger toppe på mellem 400 og 600 meter. På grænsen til Rindal ligger kommunens højeste fjeld, Ruten (1.040,2 moh.) Kommunens største sø er Rovatnet, som ligger sydvest for Kyrksæterøra.
Bjergrunden i Heim består af grundfjeld, og domineres af forskellige typer gneis, specielt migmatit.

## Samfund
Den største by i Heim kommune er kommunecenteret Kyrksæterøra, med 2.518 (1. januar 2019). Andre større byer  i Heim er Vinjeøra syd for Kyrksæterøra, bebyggelsen Engan og resten af området omkring Valsøyfjord, området ved færgelejet Halsanausta ved Halsafjorden og bebyggelsen Betna.

### Trafik
Europavej E39  mellem Trondheim og Kristiansand går gennem kommunen, og forbinder den med Trondheim og Orkanger i øst og Kristiansund i vest. Færgeruten Halsa–Kanestraum krydser Halsafjorden mellem Halsa og Kanestraum i Tingvoll kommune i Møre og Romsdal. Fylkesvej 65 møder E39 ved Betna, og forbinder kommunen med Surnadalsøra. Fylkesvej 680 går fra E39 ved Vinjeøra og fortsætter forbi Kyrksæterøra nordvestover til Aure kommune. Over Arasvikfjorden mellem Hennset og Aresvik i Aure går færgeruten Arasvika–Hennset på fylkesvej 682.

### Uddannelse
Heim kommune har en videregående skole, Kyrksæterøra videregående skole.
I kommunen ligger der fem grundskoler: Halsa barne- og ungdomsskole, Vinjeøra skole, Ven skole, Svanem skole og Sodin skole.

### Kirker
Der er fem kirke i Heim kommune:
- Halsa kirke
- Heim kirke
- Hemne kirke
- Valsøyfjord kirke
- Vinje kirke

## Historie
Heim var i årene 1911–64 navnet på en herredskommune i det daværende Sør-Trøndelag, som blandt andet omfattede de nordligste dele af den nuværende Heim kommune.
Heim kommune blev oprettet den 1. januar 2020 da Hemne kommune og Vennastranda i Snillfjord kommune i Trøndelag blev lagt sammen med Halsa kommune i Møre og Romsdal.
Hemne kommune blev etableret i 1837, før den blev delt i Hemne og Heim i 1911, og videre i Hemne, Vinje og Snillfjord i 1924. I 1964 blev nye Hemne kommune etableret ved sammenlægning af Hemne, Vinje og den vestlige del af Heim. Halsa kommune blev oprettet i 1837, og blev i 1965 lagt sammen med det meste af Valsøyfjord kommune.